# Roquecor
Roquecor (okzitanisch: Recacòrn) ist eine französische Gemeinde mit 401 Einwohnern (Stand: 1. Januar 2022) im Département Tarn-et-Garonne in der Region Okzitanien. Die Gemeinde liegt im Arrondissement Castelsarrasin und im Kanton Pays de Serres Sud-Quercy (bis 2015: Kanton Montaigu-de-Quercy). Die Einwohner werden Roquecortois genannt.

## Geografische Lage
Roquecor liegt etwa 29 Kilometer nordöstlich von Agen im Tal der Petite Séoune. Umgeben wird Roquecor von den Nachbargemeinden Saint-Beauzeil im Norden und Nordwesten, Valeilles und Anthé im Norden, Montaigu-de-Quercy im Osten, Lacour im Süden, Beauville im Südwesten sowie Saint-Amans-du-Pech im Westen.

## Demographie
| Einwohner                                                  | 565 | 523 | 436 | 430 | 440 | 447 | 447 | 425 |
| Ab 1962 offizielle Zahlen ohne Einwohner mit Zweitwohnsitz |     |     |     |     |     |     |     |     |

## Sehenswürdigkeiten
- Kapelle von Saint-Julien-de-Couyssels
- Kapelle Le Claux
- Schloss Couyssels

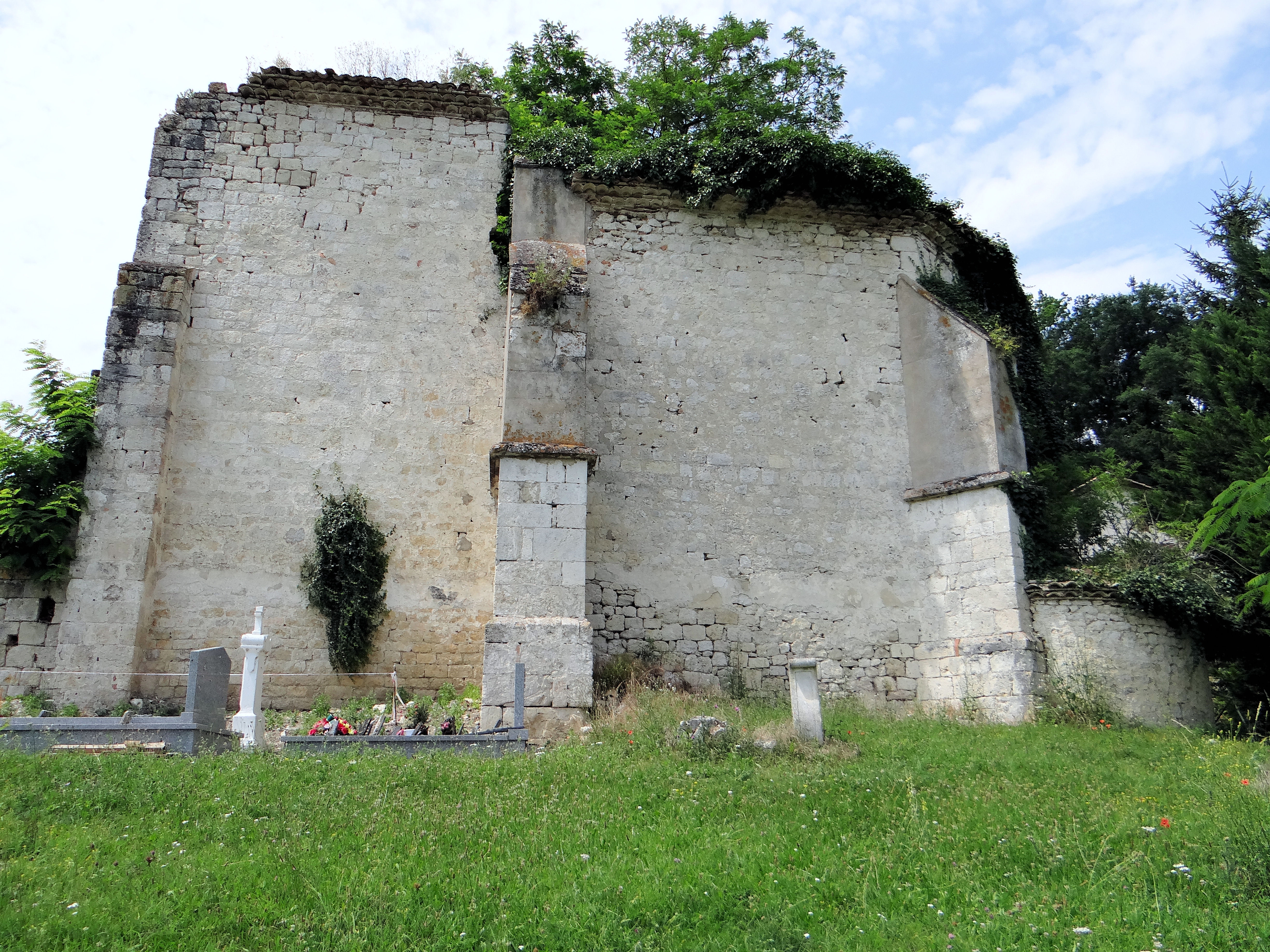
Kapelle Saint-Julien-de-Couyssels
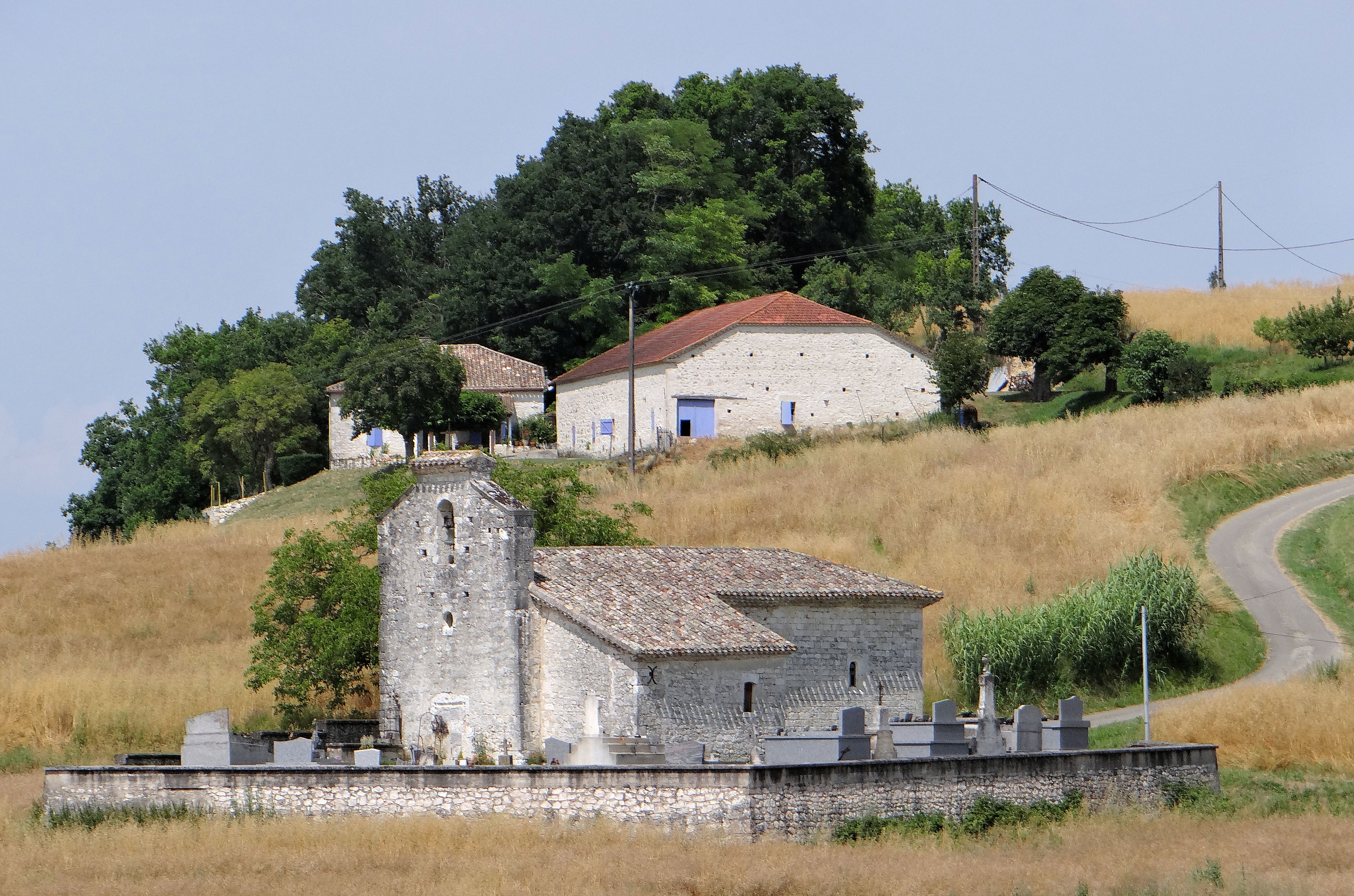
Kapelle Le Claux
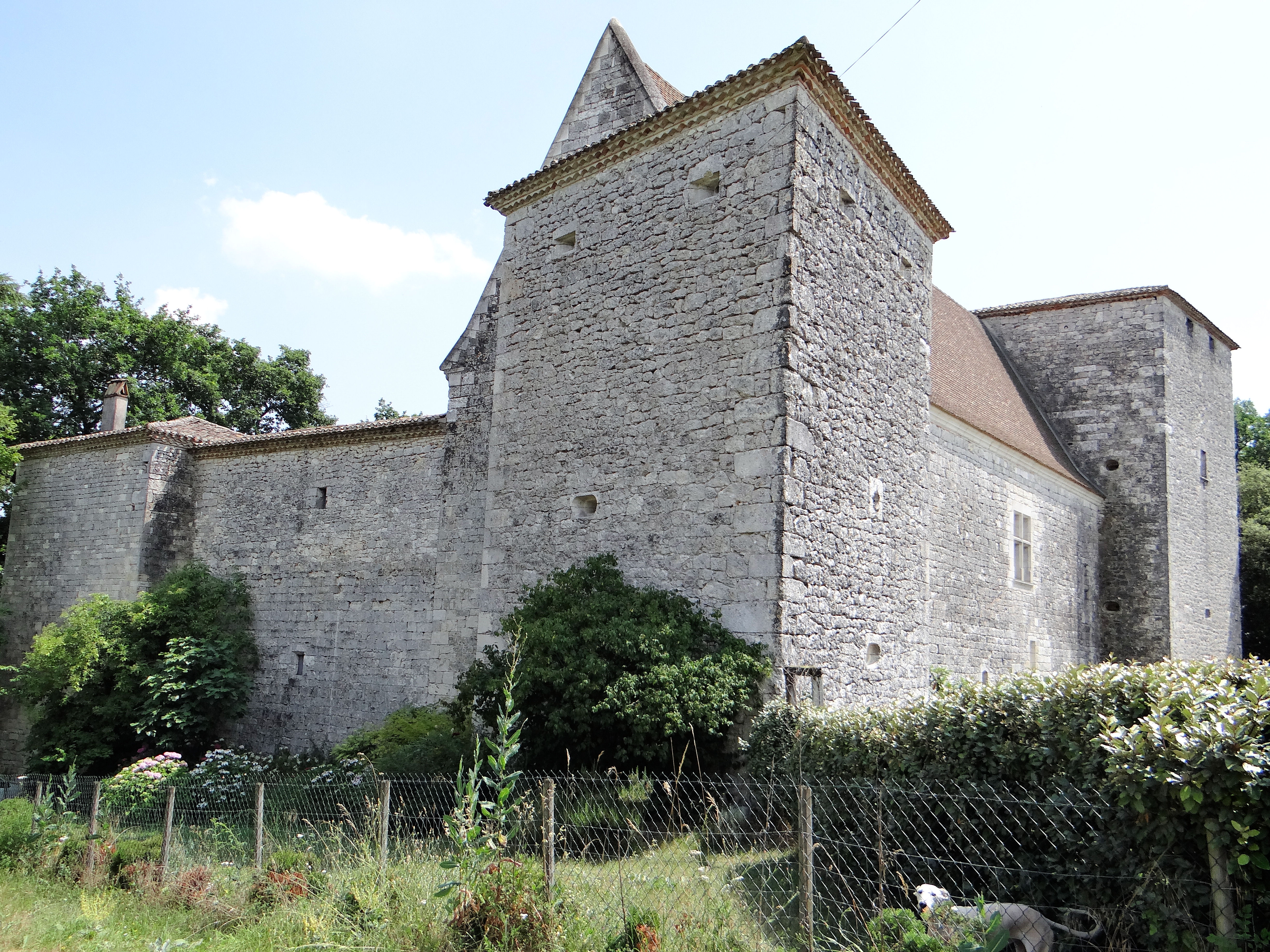
Schloss Couyssels